# Транеберг
Транеберг (швед. Traneberg) — район в Вестерорт, муниципалитете Стокгольма, входящий в состав городского округа Бромма. На юге он граничит с Алвиком, а на западе — с Ульвсундой. Мост Транеберг соединяет его с Кристинебергом на востоке.

## Административная история
Этот район был приобретён Стокгольмом в 1904 году, но его активное освоение началось лишь в 1930-х годах. С 1955 года административно Транеберг входит в состав Бромма-стадсдельсомроде, входящего в приход Кёрклигт-Вестерледс, а до этого он принадлежал приходу Бромма.

## История

### XVI—XVII век
Первоначально этот район принадлежал замку Ульвсунда и его поместьям. Название Транеберг связано с таверной или постоялым двором, который располагался к югу от жилого района Миннеберг в 1700-х годах. Его владельцем и управляющим был Бенгт Трана, известный ресторатор. В 1937 году, когда был построен Свартвиксвэген, коттедж, в котором жил Бенгт Трана, был снесён. Однако упоминания об этом здании встречаются уже в 1670-х годах, когда оно было деревней перевозчиков. Ещё до того, как во второй половине XVIII века был построен первый Транебергский мост, здесь жил и работал человек, который плавал на лодке между Кристинебергом и Транебергом. Бенгт Трана начал содержать гостиницу в Торпете в 1729 году, и в 1733 году она получила название Транеберг.

### XVIII—XIX век
В XVIII и XIX веках люди жили в поместьях Транебергс-горд, Транебергс-крог и Йоханнелундс-горд, а также в современном Миннеберге, где до 1980-х годов велась активная промышленная деятельность.
Ферма Транеберга приобрела свой нынешний облик в результате реконструкции, проведённой в начале XIX века. В свою очередь, ферма Йоханнелунда, основанная в конце XVIII века, также претерпела изменения.
В 1810 году Ульвсунда Сетери продала землю, которая стала собственностью Йоханнелундс Горд. Весь Транеберг был куплен Стокгольмом в 1904 году. Ферма Транеберг уцелела, а коттедж был снесён.

### Мост Транеберг
Первый Транебергский мост, который соединял Кунгсхольмен с Транебергом, был построен в 1784—1787 годах по приказу Густава III. Его целью было облегчить доступ к Дроттнингхольму. Западный сухопутный форт Бронса располагался чуть севернее современного моста со стороны Транеберга и на продолжении улицы Адлербетсгатан, если смотреть со стороны Кунгсхольма. Нынешний мост Транеберг, строительство которого завершилось в 1934 году, был запланирован как часть застройки Броммаландета, включая Транеберг, который также начали застраивать в 1934-м.

### Покупка Транеберга Стокгольмом
В 1904 году город Стокгольм приобрел Транеберг, объясняя своё решение тем, что этот район является «въездом в сельскую местность» и его безопасность необходимо обеспечить в свете планов по расширению города за пределы таможенной зоны. Другое название этого небольшого фермерского участка — «Frälselägenheten Traneberg». Его площадь составляет 28 гектаров, из которых 7 гектаров пригодны для сельскохозяйственного использования. Транеберг находится в собственности поместья Ульвсунда, и оба участка были куплены городом.

### Промышленность в Свартвике/Миннеберге

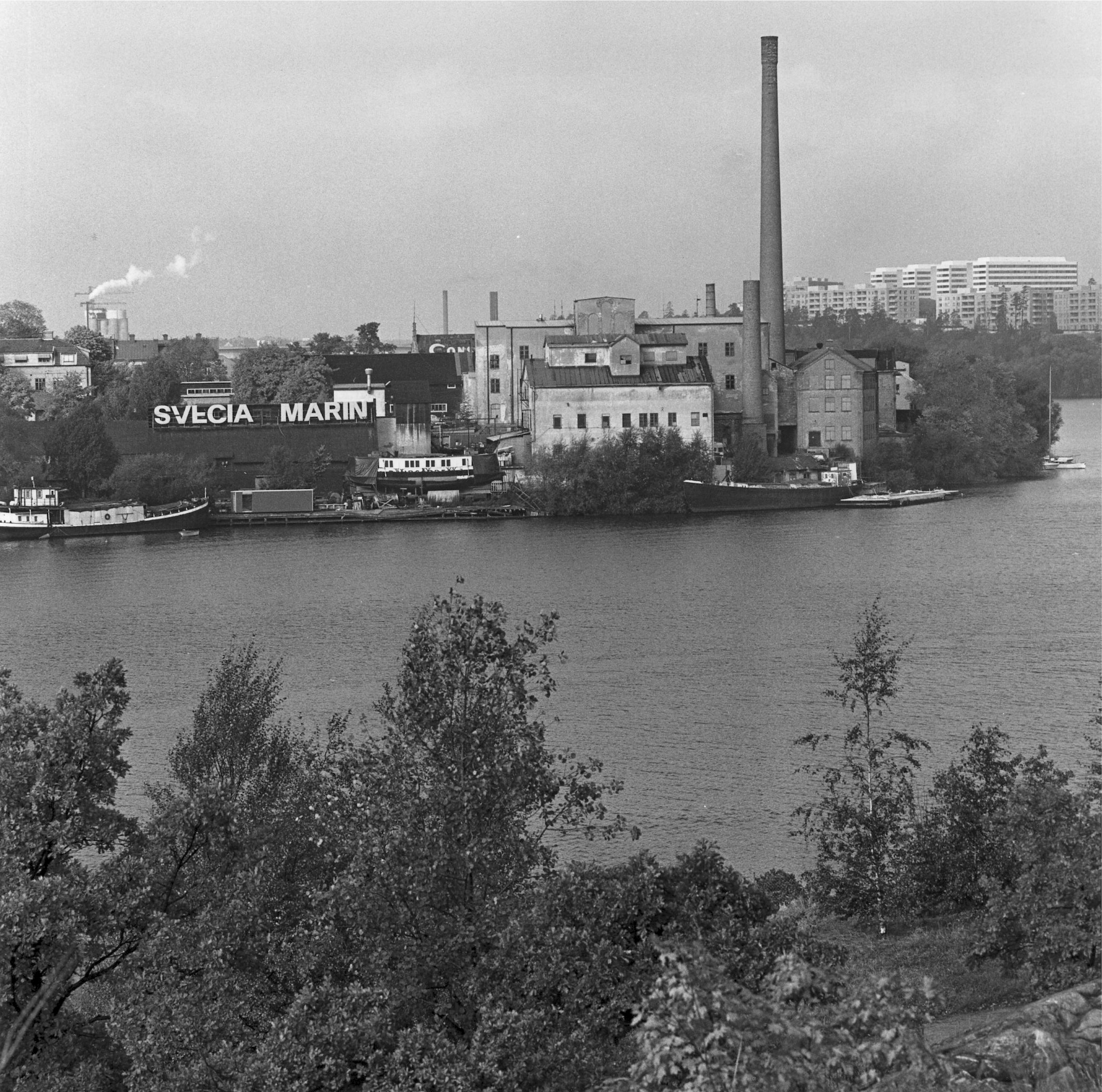
Сандвик/Свартик в Транеберге до строительства жилого комплекса Minneberg. Вид на участок с востока

В 1850-х годах в Транеберге, на полуострове Сандвик/Свартвик, уже функционировали различные промышленные предприятия. Свартвик — это более старое название района Миннеберг, расположенного ближе всего к Ульвсундасьену. Некоторое время территория вокруг Свартвика принадлежала коньячному королю Ларсу Олссону Смиту, который в Реймерсхольме занимался масштабным производством бренди. Л. О. Смит продал землю в Свартвике производителю красок П. А. Шедину, который в начале 1870-х годов построил там завод.
Через несколько лет была построена фабрика Svartviks stärkelsefabrik, а также появилась фабрика Tangens gardinfabrik в этом районе. Гардинфабрикен, известная как Скандинавская фабрика садов, функционировала здесь с конца 1800-х годов до 1956 года.
В период с 1856 по 1877 год в Сандвике, расположенном недалеко от Свартвика, функционировала стекольная мастерская, известная как Sandvik. Этот завод был специализацией на производстве пивных бутылок. В 1872 году, ещё до открытия фабрики по производству костной муки в северной части промышленной зоны Сандвик, здесь уже существовала отрасль, занимающаяся производством крахмала из рисовой крупы. В конце 19 века была построена фабрика по производству клея Sandvik. Со временем она сменила название на Sandviks Benmjölsfabrik, а в 1890 году была основана компания Stockholms Benmjölsfabrik, известная как Сандвикс Лимфабрик. Несколько лет спустя, в 1897 году, завод по производству костной муки приобрёл район Миннеберг. До 1968 года он продолжал производить клеи и моющие средства, создавая в этом районе неприятный запах.
Позднее здесь также появилось несколько небольших промышленных предприятий. Муниципалитет взял этот район под свой контроль, и к 1980-м годам все старые промышленные объекты были снесены. В середине 1980-х годов был построен новый жилой район Миннеберг. Сегодня этот район состоит из четырёх ассоциаций кондоминиумов: Транан, Свартвик, Сандвик и Танген. Сегодня в Миннеберге можно увидеть несколько зданий, которые напоминают о временах, когда это был промышленный район. Среди них — несколько домов для рабочих, здания для чиновников и вилла менеджера.

## Здания

### Старые здания
На территории Транеберга расположены два уникальных старинных здания, которые прекрасно сохранились до наших дней: Йоханнес-Лундс-гард и Транеберг-гард. Йоханнес-Лундс была построена в 1798 году Абрахамом Кейзером, который арендовал эти земли у поместья Ульвсунда для летнего отдыха. В 1810 году Кейзер приобрёл эти земли и стал их хозяином, основав ферму Транеберг. Улица Маргретелундсвеген, которая тянется через Транеберг и ведет в район Маргретелунд, получила свое название в честь фермы Маргретелунд. Эта ферма, в свою очередь, была названа в честь замка Маргретелунд и семьи Окерхильм аф Маргретелунд, которые ранее владели замком Ульвсунд.
В Миннеберге до сих пор можно увидеть несколько старинных зданий, которые были построены в конце 1800-х — начале 20 века в промышленной зоне. Среди них есть дома для рабочих, служебные квартиры и виллы, которые принадлежали владельцам.

### Покупка Транеберга
В 1904 году Стокгольм приобрёл район Транеберг за 190 000 шведских крон. В то же время были куплены Ульвсунда, Окешов и Стора-Энгби.
С 1911 по 1935 год часть Транеберга была в аренде у футбольного клуба «Юргорденс ИФ». На этой территории был построен стадион «Транеберг ИП», который иногда использовался в качестве домашней арены для «Юргорденс ИФ». В 1935 году закончился срок аренды, трибуны были снесены, и на их месте началось строительство жилья. «Юргорденс ИФ», который много лет переезжал из одного здания в другое между «Транебергс ИП» и «Стокгольмским стадионом», обосновался в последнем на более длительный срок. В 1912 году, в рамках летних Олимпийских игр в Транеберге, на стадионе Tranebergs IP были проведены два из 11 футбольных матчей.
В отличие от Эппельвикена и Ульвсунды, которые расположены на относительно равнинной местности, Транеберг, как следует из его названия, изобилует скалами и булыжниками и отличается невероятным холмистым рельефом. В 1910-е и 1920-е годы Эппельвикен и Ульвсунда были построены по принципу города-сада: здесь выстроились большие виллы для представителей высшего среднего класса, а также длинные двухэтажные здания, обрамляющие извилистые улочки. Однако в Транеберге этот подход не был столь успешным. Здесь был реализован другой преобладающий идеал — классический фанкис с узкими домами, также известный как Барнрихусет.

### 1930-е годы
До начала 1930-х годов в владении Стокгольма были обширные участки земли, расположенные недалеко от таможни. В период с 1910-х по 1920-е годы, в частности, в Энскеде, Ульвсунде и Эппельвикене, были реализованы идеи, вдохновлённые концепцией города-сада. Однако некоторые обширные участки земли не были предназначены для строительства вилл. Транеберг был одним из таких районов. Его строительство не сопровождалось какими-либо спортивными состязаниями, но в 1932 году был объявлен конкурс на возведение Арста. Результаты этого конкурса, известного как «smalhus», были применены к Транебергу ещё до того, как он начал возводиться в Орсте. За несколько лет до этого на территории таможни уже было несколько узких домов, но Транеберг стал первым районом, застроенным таким образом полностью. Большая часть домов в Транеберге была спроектирована Эгнахемсбиро, что определило стандарты дизайна. С другой стороны, клиентами были в основном частные лица, которые затем сдавали квартиры в аренду.

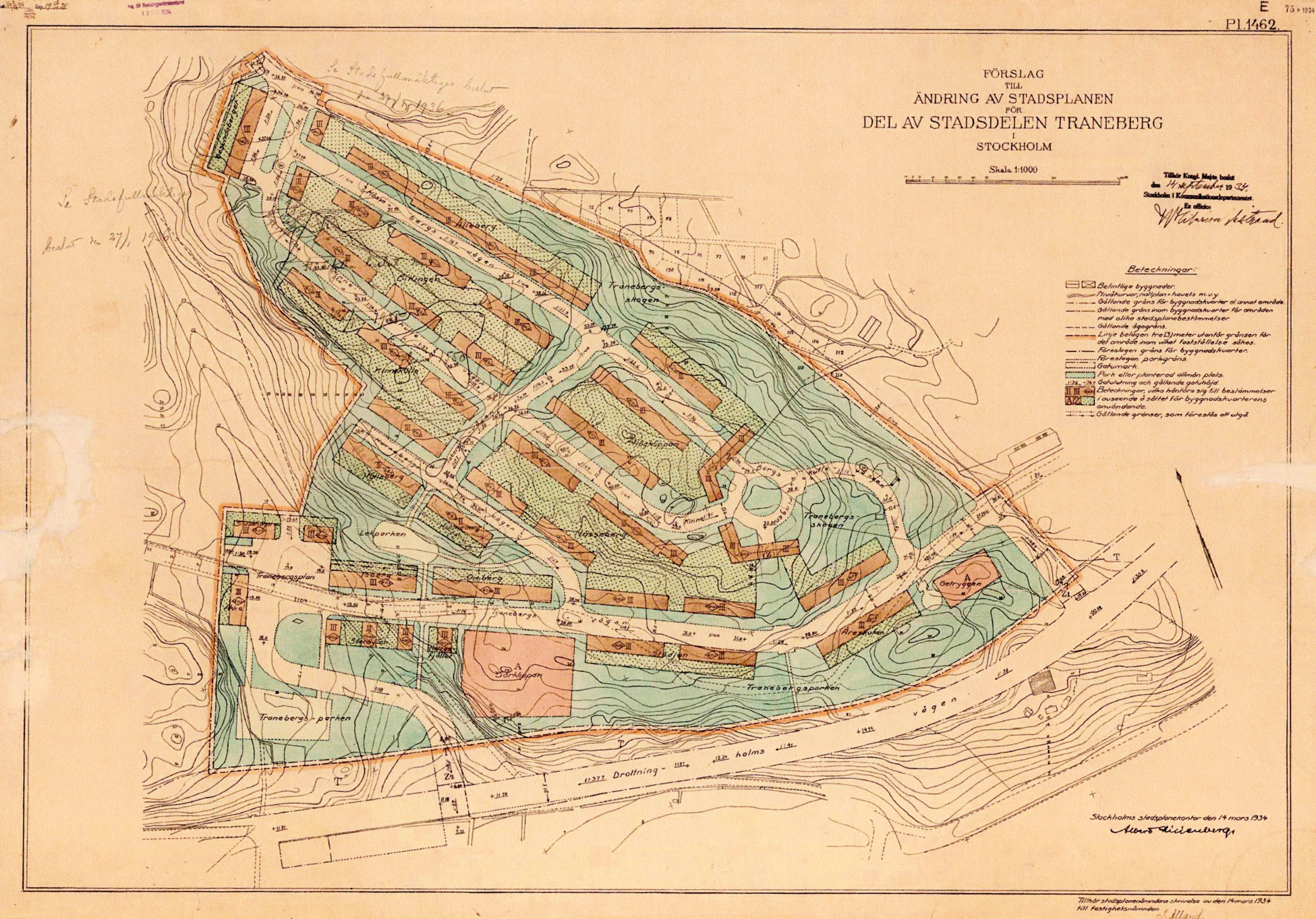
План города Транеберг от 1934 года

В 1930-х годах было запланировано строительство Транеберга в три этапа. Первый городской план, разработанный в 1932 году, охватывал центральную часть города и был реализован с небольшими изменениями в 1934 году. Второй градостроительный план появился в 1935 году и был предназначен для районов к северу и западу от первого плана. В 1937 году был разработан план для района к северу от Спортивной площадки. Здание было спроектировано в период с 1934 по 1939 год и достроено до 1940 года. С 1942 по 1945 год были спроектированы и построены несколько объектов недвижимости, которые уже были запланированы. Проект городского плана Транеберга был разработан архитектором Туре Бергенцем, который опирался на принципы функционалистского городского планирования. Идея создания таких районов и домов уже была представлена на выставке в Стокгольме в 1930 году, когда современное жилищное строительство в Германии носило название Moderna. Аксель Дальберг, работавший директором по недвижимости в Стокгольме с 1933 по 1945 год, считается движущей силой этого проекта. Различные объекты недвижимости в Транеберге получили названия, связанные с горным ландшафтом этого места: Холаведен, Гесунда, Сулительма, Хогклинт, Дандрет и Сарек. Улицы также были названы в честь гор, сопок и возвышенностей, таких как Халлебергсвеген, Киннекуллевеген, Кебнекайсевеген и Мессебергсвеген.

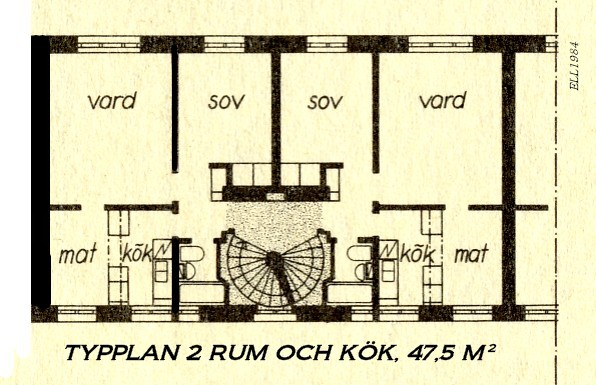
Типплан из 2 комнат и кухни площадью 47,5 м2

Транеберг стал отправной точкой для создания первых так называемых барнрикехузенов, или детских домов, в Стокгольме. Другим подобным районом был Хаммарбихейден, который также представлял собой холмистую лесистую местность. Государственная жилищная политика началась в 1935 году с оказания специальной поддержки «менее обеспеченным семьям с детьми». Это стало ответом на книгу Альвы и Гуннара Мюрдаля «Кризис в демографическом вопросе», вышедшую в 1934 году. В ней, помимо прочего, предлагалось улучшить жилищные условия. Детей, которые переехали в эти детские дома, также называли «мюрдалингарна».
Эти дома, которые также называют «царствами детей», представляли собой трёхэтажные здания высотой от девяти до десяти метров. Каждая лестничная клетка в них была рассчитана на две квартиры, окна которых выходили как минимум в двух направлениях. Угловые квартиры, иногда более просторные, могли иметь вид и в третьем направлении. Когда был предложен проект «barnrikehus», прозвучало несколько критических голосов. Некоторые считали, что более разумным решением было бы строительство более глубоких домов, подобных тем, которые были построены в Кристинеберге в начале 1930-х годов Свеном Маркелиусом и другими архитекторами. Свен Маркелиус, архитектор и основатель HSB, был очень критичным человеком. Однако его дом вызвал немало критики из-за наличия только односторонних окон, мини-кухонь без собственных окон и просторных квартир, которые не были достаточно освещены. Многие из небольших квартир, построенных в 1920-х годах, были темными и имели большой холл, который можно было использовать только для прохода. Эти квартиры не отличались компактностью по сравнению с узкими домами того времени.
Квартиры, построенные в первый год строительства в Транеберге, были спроектированы с учётом минимальных требований кредитных правил. Они в основном состояли из двух комнат и кухни. По современным меркам, площадь этих квартир была небольшой — от 45 до 50 квадратных метров, но для того времени они были прекрасно оборудованы. Во всех домах было центральное отопление, отдельная ванная комната с туалетом и проточной горячей и холодной водой, полностью оборудованная кухня и балкон. Большие окна обеспечивали естественное освещение и приток свежего воздуха, на лестничных клетках также были большие окна, а во дворе — зелёная детская площадка. Квартиры, построенные в первый год строительства в Транеберге, были спроектированы с учётом минимальных требований кредитных правил. Они в основном состояли из двух комнат и кухни. По современным меркам, площадь этих квартир была небольшой — от 45 до 50 квадратных метров, но для того времени они были прекрасно оборудованы.
Барнрикехузены в Транеберге и Хаммарбихейдене отличались свободой и были органично вписаны в окружающий ландшафт. Дороги прокладывались по старым тропинкам, а между домами и улицами бережно сохранялась природа. Здесь можно увидеть каменные лестницы, перила и пешеходные дорожки, которые соединяют жилые районы между собой. В Транеберге был разработан единый стандарт для проектирования домов: три этажа, подвалы, лестничные клетки с окнами, отсутствие чердаков, балконы, фиксированная высота здания и заданный угол наклона крыши — 30 градусов. В большинстве домов высота потолков составляла 270 сантиметров, в некоторых — 260 сантиметров. Все здания были многоквартирными, часть из них возведена городом, а часть — частными застройщиками. Так как все объекты располагались на земельных участках, город имел возможность в некоторой степени контролировать строительство. Архитекторы, создавшие здания в Транеберге в 1930-е годы, сегодня являются знаковыми фигурами в мире функционализма. Среди них можно выделить Стуре Фрелена, Альбина Старка, Арчибальда Фрида, Бьёрна Хедвалля, Кирилла Йоханссона, Эдвина Энгстрема и Хольгера Блома.
После первого года строительства, в 1935 и 1936 годах, были возведены квартиры несколько большей площади — двух- и трёхкомнатные, площадью от 50 до 59 м2. Они располагались вдоль улиц Транебергсвеген, Хуннебергсвеген, Киннекуллевеген и Мессебергсвеген. Трехкомнатные квартиры обычно имели небольшую рабочую кухню и прилегающую столовую. В течение 1937 года строительство продолжалось с той же интенсивностью, что и в 1936 году. В это время были возведены здания на Транебергсвеген, Халлебергсвеген и Эдмардсвеген, а также чуть ниже Хогклинсвеген. В 1937 году на Месебергсвеген появилось три новых объекта недвижимости. Также был достроен участок Транебергсвеген к западу от Транебергсплан, а также Сарексвеген и Сулительмавеген. В 1938 году появился большой жилой район вокруг Спортивного парка, а также несколько зданий на Транебергсхойдене, вокруг Халлебергсвеген и в северной части Видангсвеген.
На каждой улице на первом этаже располагался магазин, иногда даже несколько, в зависимости от протяжённости улицы. В каждом небольшом районе можно было найти молочную лавку или магазин, предлагающий местные услуги. По адресу Халлебергсвеген, 26, находился молочный магазин, который позже был преобразован в жилое помещение. Торговые помещения всегда находились на короткой стороне дома, над ними могли располагаться трёх- или четырёхкомнатные квартиры. Многие торговые залы были объединены с этими квартирами, например, с помощью лестницы.
В 1942 и 1945 годах к уже существующим зданиям Транеберга было пристроено несколько объектов недвижимости, которые изначально были запланированы.
Наряду с Хаммарбихеденом и Сёдра-Энгби, Транеберг получил прозвище «Белый город», так как все здания были окрашены в светлые оттенки белого, светло-кремового и слегка жёлтого цветов.

### 1980-е годы и далее
В 1980-х годах район претерпел реконструкцию, также финансируемую государством. Квартиры в более центральных частях Транеберга, включая район, расположенный ближе всего к метро на Транебергсвеген, считались слишком тесными, а кухни не соответствовали современным стандартам жилья. Многие квартиры были объединены в более просторные блоки, а кухни и ванные комнаты перестроены в соответствии с новыми требованиями. В некоторых домах также был установлен лифт.
К 1980-м годам город расширил свои границы и в северную часть района вдоль набережной, в Свартвик. Небольшие промышленные предприятия были снесены, и на их месте появились многоквартирные дома. Этот район получил название Миннеберг.
В начале 1990-х годов на южной стороне Дроттнингхольмсвеген был построен новый жилой район под названием Транеберг-Странд. Этот район соединяет Транеберг с Алвиком и Алвик-Странд, также расположенными вдоль озера.

### Охраняемые здания
В Транеберге есть два уникальных здания, которые городской музей обозначил синим цветом: Транебергс-горд и Йоханнелундс-горд. Остальные постройки в городе, включая район Миннеберга, возведённый в 1980-х годах, имеют зелёный и жёлтый оттенки.

## Транспорт
Через Транеберг проходит автобусная линия 114SL. Ближайшая станция метро — Alviks. Здесь же находится конечная станция Nockebybanan и остановка трамвая Tvärbanan. Все эти транспортные узлы расположены вдоль улицы Дроттнингхольмсвеген, которая служит границей между Транебергом и Алвиком.

## Демография и статистика
По состоянию на 31 декабря 2021 года в округе проживало 7595 человек, из которых 21,3 % составляли иностранцы. В 2020 году около 59 % жилого фонда составляли кондоминиумы, а арендная плата составляла примерно 41 %. Из этой арендной платы около 21 % приходилось на муниципальные жилищные компании. На муниципальных выборах 2018 года 22,9 % избирателей отдали свой голос за Умеренную партию, 20,8 % — за Социал-демократическую партию, 10 % — за Либеральную партию и 9,9 % — за Левую партию.

## Спорт
Лассе Бьерн, Бенгт «Бинген» Ларссон, Карл-Эрик Андерссон, братья Ханс и Стиг Твиллинг и Рольф Петтерссон — известные спортсмены, которые выросли в одном районе Транеберга в 1930-х и 1940-х годах.

## Сфера услуг
В Транеберге можно найти небольшие рестораны и киоски, а также продуктовый магазин в Миннеберге. Здесь есть питомник для собак, скейт-парк и большая игровая площадка, которая раньше была спортивной ареной во время Олимпийских игр 1912 года. В этом районе расположены три лодочных клуба, два из которых парусные. Также есть зона для плавания, несколько причалов для купания и два приусадебных товарищества с сельскохозяйственными участками.